# 中国中医科学院
中国中医科学院是中华人民共和国国家中医药管理局直属的综合性研究机构。现任院长为黄璐琦。中国中医科学院设有研究生院。

## 历史

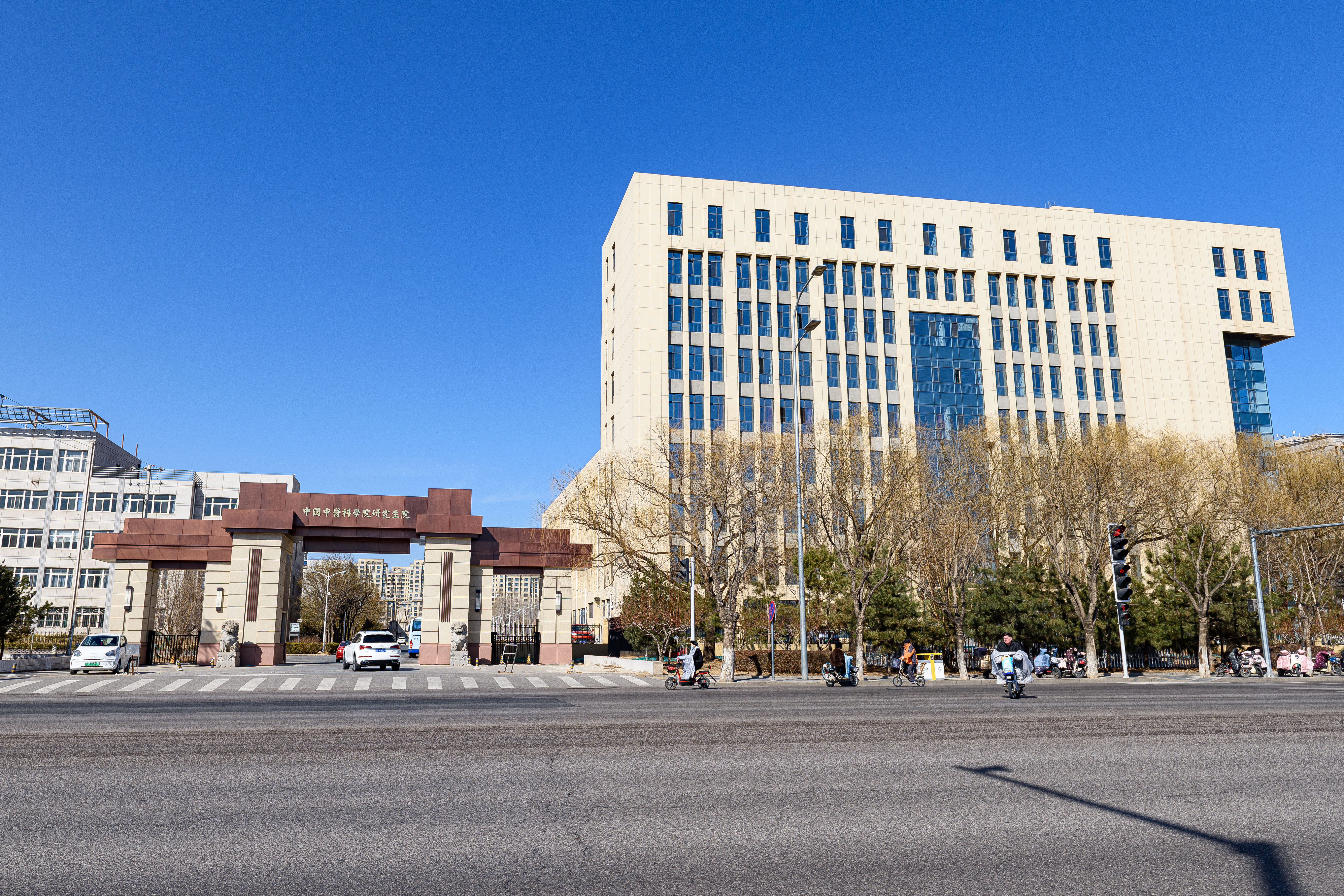
中国中医科学院研究生院平谷校区

1955年12月19日成立中医研究院，直属卫生部。
1973年首次从中药青蒿中成功提取有效单体青蒿素结晶。
1985年，更名为中国中医研究院。
1986年，隶属关系改为直属国家中医药管理局。
2003年，中国中医研究院西苑医院陈可冀教授主持完成的“血瘀证与活血化瘀研究”获得国家科技进步一等奖。
2005年，经中央机构编制委员会办公室批准更名为中国中医科学院。
2024年2月28日，中国中医科学院研究生院平谷校区正式揭牌成立。

## 著名人物
- 蒲辅周
- 錢伯煊
- 屠呦呦，2015年诺贝尔生理学或医学奖得主。

## 历任院长
- 张伯礼（2010年12月－2018年12月）[2][3]
- 黄璐琦（2018年12月－）

## 二级单位
- 中国中医科学院西苑医院
- 中国中医科学院广安门医院
- 中国中医科学院望京医院
- 中国中医科学院眼科医院